# Esvaziamento cervical
O termo esvaziamento cervical ou linfadenectomia cervical, em cirurgia, corresponde ao procedimento de remoção sistemática de linfonodos e de seu tecido fibrogorduroso adjacente dos vários compartimentos do pescoço.
Este procedimento é utilizado para erradicar metástases dos linfonodos regionais do pescoço. Ma maioria das vezes, estas metástases originam-se de lesões primárias que acometem sítios mucosos do trato aéreodigestivo superior, em particular a cavidade oral, faringe e laringe. 